# 2022년 코먼웰스 게임
2022년 커먼웰스 게임(영어: 2022 Commonwealth Games), 제22회 커먼웰스 게임(영어: XXII Commonwealth Games), 버밍엄 2022(영어: Birmingham 2022)은 영국 연방 회원국끼리 겨루는 국제 스포츠 대회이다. 2022년 7월 28일 영국 버밍엄에서 개막하였으며, 8월 8일까지 경기가 이루어졌다.